# Pey
Pey (okzitanisch Pei) ist eine französische Gemeinde mit 832 Einwohnern (Stand 1. Januar 2022) im Département Landes in der Region Nouvelle-Aquitaine (vor 2016 Aquitaine) im Südwesten Frankreichs. Sie gehört zum Arrondissement Dax und zum Kanton Orthe et Arrigans. Die Einwohner werden Peyreutchs genannt.

## Geografie
Pey liegt rund 25 Kilometer nordöstlich von Bayonne und etwa 18 Kilometer südwestlich von Dax am Adour, der die Gemeinde im Westen begrenzt. Nachbargemeinden sind Josse im Norden und Nordwesten, Orist im Osten und Nordosten, Saint-Étienne-d’Orthe im Süden und Südosten sowie Saint-Jean-de-Marsacq im Westen.

## Bevölkerungsentwicklung
| Jahr                       | 1962 | 1968 | 1975 | 1982 | 1990 | 1999 | 2006 | 2018 |
| Einwohner                  | 607  | 609  | 575  | 563  | 564  | 544  | 656  | 683  |
| Quellen: Cassini und INSEE |      |      |      |      |      |      |      |      |

## Sehenswürdigkeiten

Kirche Saint-Saturnin

- Kirche Saint-Saturnin